# Claes-Otto Sparre
Claes-Otto Robert Sparre af Söfdeborg, född 20 juli 1897 i Kinna församling, Älvsborgs län, död 12 maj 1959 i Oscars församling, Stockholm, var en svensk greve och militär. Han var far till psykoterapeuten Eva Hedlund.

## Biografi
Claes-Otto Sparre avlade studentexamen i Uppsala 1917. Samma år blev han sjökadett och avlade avgångsexamen vid Kungliga Sjökrigsskolan 1920 samtidigt som han utnämndes till fänrik vid flottan. Han befordrades till löjtnant 1922 och till marinflygförare 1924. Åren 1929–1930 var han på medelhavsresa med HM Pansarskepp Oscar II och 1941–1945 till Sydamerika och Västindien med HM Kryssare Gotland. Sparre genomgick torpedflygutbildning vid Royal Air Force i England 1931 och 1935 samt katapultstart- och blindflygutbildning vid svenska flygvapnet. År 1928 utnämndes han till löjtnant även vid flygvapnet och 1935 kapten där. 1941 utnämndes Sparre till flygattaché vid Sveriges beskickning i Helsingfors där han var fram till 1945. Sin högsta militära grad fick han 1943 då han befordrades till major vid flygvapnet. Sparre blev 1946 chef för motorflygavdelningen vid Kungliga svenska aeroklubben.
Sparre var en av de fyra grundarna till Svenska Interplanetariska Sällskapet och var därefter vice ordförande i styrelsen.

## Familj
Claes-Otto Sparre tillhörde den grevliga ätten Sparre af Söfdeborg nr 66. Han var son till stationsinspektoren, greve Casimir Sparre och hans hustru Elin Adelsköld. Han gifte sig den 22 augusti 1928 i Danderyds kyrka med Ulla von Hedenberg, dotter till krigsdomaren Angur von Hedenberg och Ingeborg Olson. De fick en son och två döttrar, varav den äldsta var Eva Hedlund.

## Utmärkelser

### Svenska
- Riddare av 1:a klassen av Kungl. Svärdsorden, 1941.[5]
- Riddare av 1:a klassen av Kungl. Vasaorden, 1946.[5]

### Utländska
- 2:a klassen av finska Frihetskorsets orden med svärd, 1945.[5]
- Kommendör av Finlands Lejons orden, 1946.[5]